# Принц на Уелс
Принц на Уелс е титла, която се дава традиционно на наследника на действащия монарх на Обединеното кралство (и на всички предшествуващи го монархии от 13 век насам). Най-дълго носилият титлата е Чарлз III – първородният син на кралица Елизабет II, който я наследява на трона през 2022 година. Настоящият, 22-ри по ред принц на Уелс е първородният син на Чарлз III, принц Уилям.
В източниците на български език титлата се среща и като Галски принц, вероятно поради превод от френски език.
Титлата съществува от ранното Средновековие и до края на XIII век принадлежи на владетелите на Уелс – княжество, намиращо се на запад от Британия. Последният независим принц на Уелс е Лиуелин ап Грифид (наричан също Лиуелин Последни), племенник на Лиуелин Велики.
Англичаните завладяват Уелс през 1282 г., когато крал на Англия е Едуард I. За да утвърди властта на английската корона, кралят приема условието на покорените уелски князе за приемане на васалната зависимост – принцът на Уелс да бъде местен по рождение и да не говори английски. Едуард I обаче прилага хитрост – прави своя син (бъдещия Едуард II) уелски принц на 7 февруари 1301 г., когато той е още невръстно бебе и освен това отговаря на условието, тъй като е роден в замъка на Карнарвън, Уелс. Тази традиция – първородният кралски син да получава титлата „принц на Уелс“ – е все още валидна.

## Списък на Уелските принцове

### Владетели на по-голямата част наУелс, които обаче не получават официално титлатапринц на Уелс
| Картинка | Име            | Роден       | Наследник на           | Връзка с предшествениците си                                            | Династия  | Станал принц на Уелс | Престанал да бъде принц на Уелс | Смърт   |
| -------- | -------------- | ----------- | ---------------------- | ----------------------------------------------------------------------- | --------- | -------------------- | ------------------------------- | ------- |
|          | Оуайн Гуиненд  | 1100 г.     | Груфуд ап Цинан        | син на Груфуд ап Цинан                                                  | Гуинедска | 1137 г.              | 1170 г.                         | 1170 г. |
|          | Рийс ап Грубид | ок. 1132 г. | Оуайн Гуиненд          | син на Грубид ап Рийс                                                   | Гуинедска | 1170 г.              | 1197 г.                         | 1197 г. |
|          | Лиуелин Велики | ок. 1173 г. | Дафид ап Оуайн Гуиненд | Внук на Оуайн Гуиненд, син на сина му Иорвърт Дрюндон и Марадосан Мадог | Гуинедска | 1200 г.              | 1240 г.                         | 1240 г. |

### Уелсци, владеещи Уелс, които използват титлатапринц на Уелс
| Картинка | Име               | Роден       | Наследник на      | Връзка с предшествениците си                                                     | Династия  | Станал принц на Уелс | Престанал да бъде принц на Уелс | Смърт            |
| -------- | ----------------- | ----------- | ----------------- | -------------------------------------------------------------------------------- | --------- | -------------------- | ------------------------------- | ---------------- |
|          | Дафид ап Лиуелин  | април 1212  | Лиуелин Велики    | син на Лиуелин Велики и Лейди Джоан                                              | Гуинедска | 1240                 | 1246                            | 25 февруари 1246 |
|          | Лиуелин ап Грубид | 1223        | Дафид ап Лиуелин  | Племенник на Дафид ап Лиуелин. Син на брат му Грубид ап Лиуелин и Сенана Карадог | Гуинедска | 1246                 | 1282                            | 11 декември 1282 |
|          | Дафид ап Грубид   | 11 юли 1238 | Лиуелин ап Грубид | Брат на Лиуелин ап Грубид                                                        | Гуинедска | 1282                 | 1283                            | 3 октомври 1283  |

### Наследници на английски монарх, които получават титлатапринц на Уелс
| Картинка | Име                             | Роден                                  | Наследник на | Връзка с предшествениците си | Династия    | Станал принц на Уелс | Престанал да бъде принц на Уелс | Смърт                               |
| -------- | ------------------------------- | -------------------------------------- | ------------ | --- | ----------- | -------------------- | ------------------------------- | ----------------------------------- |
|          | Едуард                          | 25 април 1284, Замък Карнавон          | Едуард I     | Син на Едуард I и Елинор Кастилска. Баща му го прави принц на Уелс, за да придобие политическа власт там. | Плантагенет | 1301                 | 1307                            | 21 септември 1327, Замък Бъркли     |
|          | Едуард от Уудсток, Черния принц | 15 юни 1330, Уудсток                   | Едуард III   | Внук на Едуард II. Син на сина му Едуард III и Филипа дьо Ено | Плантагенет | 1330                 | 1376                            | 8 юни 1376, Уестминстър             |
|          | Ричард                          | 6 януари 1367, Бордо                   | Едуард III   | Син на Едуард, Черния принц и Джоан Кентска. Внук на Едуард III | Плантагенет | 1376                 | 1377                            | 14 февруари 1400, Замък Понтефракт  |
|          | Хенри                           | 16 септември 1386, Уелс                | Хенри IV     | Син Мери Боън и Хенри IV, който е братовчед на Ричард II | Ланкастър   | 1399                 | 1413                            | 31 август 1422, Замък Венсен        |
|          | Едуард                          | 13 октомври 1453, Уестминстър          | Хенри VI     | Внук на Хенри V. Син на сина му Хенри VI и Маргарет д'Анжу | Ланкастър   | 1454                 | 1471                            | 4 май 1471, Тюксбъри                |
|          | Едуард                          | 4 ноември 1470, Уестминстър            | Едуард IV    | Четвърти братовчед на Едуард Ланкастърски и син на Едуард IV и Елизабет Уудвил | Йорк        | 1471                 | 1483                            | 1483 (?), Лондонската кула (?)      |
|          | Едуард                          | декември 1474, Мидълхем                | Ричард III   | Син на Ричард III и Ан Невил. Братовчед на Едуард V | Йорк        | 24 август 1483       | 9 април 1484                    | 9 април 1484, Мидълхем              |
|          | Артър Тюдор                     | 19 септември 1486, Уинчестър           | Хенри VII    | Пети братовчед на Едуард Мидълхам по линия на баща си – Хенри VII. Майка му – Елизабет Йоркска е първа братовчедка на същия човек.                                                                                 | Тюдор       | 1486                 | 1502                            | 2 април 1502, Шропшър               |
|          | Хенри                           | 28 юни 1491, Гринуич                   | Хенри VII    | Бтат на Артър. Син на Хенри VII и Елизабет Йоркска | Тюдор       | 1503                 | 1509                            | 28 януари 1547, Уайтхол             |
|          | Едуард                          | 12 октомври 1537, Замъкът Хамптън Корт | Хенри VIII   | Син на Хенри VIII и Джейн Сиймур | Тюдор       | 1537                 | 1547                            | 6 юли 1553, Замъкът Гринуич         |
|          | Хенри                           | 19 февруари 1594, Замък Стърлинг       | Джеймс I     | Неговите баба и дядо по линия на баща му – Джеймс Шотландски са братовчеди на Едуард VI, а по линия на майка му – Анна Датска са датски монарси                                                                    | Стюарт      | 1610                 | 1612                            | 6 ноември 1612, Дворец Сейнт Джеймс |
|          | Чарлз                           | 19 ноември 1600, Замък Дънфермлайн     | Джеймс I     | Брат на Хенри Фредерик. Син на Джеймс I Английски и VI Шотландски и Анна Датска | Стюарт      | 1616                 | 1625                            | 30 януари 1649, Дворец Уайтхол      |
|          | Чарлз                           | 29 май 1630, Дворец Сейнт Джеймс       | Чарлз I      | Син на Чарлз I и Хенриета-Мария Бурбон-Френска. Изгонен от Англия от лорд-протекторите, но после се връща на Британия                                                                                              | Стюарт      | 1638                 | 1649                            | 6 февруари 1685, Дворец Уайтхол     |
|          | Джеймс Франсис Едуард Стюарт    | 10 юни 1688, Дворец Сейнт Джеймс       | Джеймс II    | Племенник на Чарлз II. Син на брат му – насилствено абдикиралия Джеймс II, който загубил правото си да бъде крал (както и всичките му потомци), чрез Славната революция (непризната от якобитите) и Мария Моденска | Стюарт      | 1688                 | 1688                            | 1 януари 1766, Палацо мути          |

### Наследници на британски монарх, които получават титлатапринц на Уелс
| Картинка | Име                                                     | Роден                                                                                     | Наследник на | Връзка с предшествениците си                                                                                 | Династия                     | Станал принц на Уелс | Престанал да бъде принц на Уелс | Смърт                                         |
| -------- | ------------------------------------------------------- | ----------------------------------------------------------------------------------------- | ------------ | --- | ---------------------------- | -------------------- | ------------------------------- | --------------------------------------------- |
|          | Георг Август фон Хановер                                | 30 октомври 1683, Дворец Харенхаузен, Хановер                                             | Джордж I     | Син на София Доротеа от Сел и Джордж I Брауншвайг-Люнебургски, втория братовчед на Джеймс Стюарт             | Хановер                      | 1715                 | 1727                            | 25 октомври 1760, Дворец Кенсингтън, Лондон   |
|          | Фредерик                                                | 1 февруари 1707, Хановер, Долна Саксония                                                  | Джордж II    | Син на Джордж II от Хановер и Каролина фон Бранденбург-Ансбах                                                | Хановер                      | 1729                 | 1751                            | 20 март 1751, Дворец Сейнт Джеймс, Лондон     |
|          | Джордж Уилям Фредерик                                   | 4 юни 1738, Лондон, Великобритания                                                        | Джордж II    | Внук на Джордж II. Син на сина му Фридрих Лудвиг Хановерски и Августа фон Сакс-Гота-Алтенбург                | Хановер                      | 1751                 | 1760                            | 29 януари 1820, замък Уиндзор, Великобритания |
|          | Джордж Огъстъс Фредерик                                 | 12 август 1762, Лондон, Великобритания                                                    | Джордж III   | Син на Джордж III и Шарлот                                                                                   | Хановер                      | 1762                 | 1820                            | 26 юни 1830, Уиндзор, Великобритания          |
|          | Алберт Едуард                                           | 9 ноември 1841, Бъкингамски дворец, Лондон                                                | Виктория     | Праплеменмик на Джордж IV. Син на неговата племенница Кралица Виктория и принц Алберт фон Сакс-Кобург-Гота   | Сакс-Кобург и Гота           | 1841                 | 1901                            | 6 май 1910, Бъкингамски дворец, Лондон        |
|          | Джордж Фредерик Ърнест Албърт Сакс-Кобург-Гота          | 3 юни 1865, Марлборо Хаус, Лондон                                                         | Едуард VII   | Син на Едуард VII и Александра Датска                                                                        | Сакс-Кобург и Гота           | 1901                 | 1910                            | 20 януари 1936, Сандрингам, Норфолк           |
|          | Едуард Албърт Кристиан Джордж Андрю Патрик Дейвид Уетин | 23 юни 1894, Ричмънд, Англия                                                              | Джордж V     | Син на Джордж V и Мери Тек                                                                                   | Уиндзор (Сакс-Кобург и Гота) | 1910                 | 1936                            | 28 май 1972, Париж, Франция                   |
|          | Чарлз Филип Артър Джордж Маунтбатън-Уиндзор             | 14 ноември 1948, Бъкингамски дворец, Обединено кралство Великобритания и Северна Ирландия | Елизабет II  | Праплеменмик на Едуард VIII Уиндзорски. Син на племенницата му Елизабет II и принц Филип, херцог на Единбург | Уиндзор                      | 26 юли 1958          | 08 септември 2022               | –                                             |
|          | Уилям Артър Филип Луи Маунтбатън-Уиндзор                | 21 юни 1982, Падингтън, Обединено кралство                                                | Чарлз III    | Син на Чарлз III и Даяна, принцеса на Уелс                                                                   | Уиндзор                      | 9 септември 2022     | настоящ                         | –                                             |

## Претенденти
| Картинка | Име                                     | Роден             | Наследник на   | Връзка с предшествениците си | Династия            | Станал принц на Уелс | Престанал да бъде принц на Уелс | Смърт                       |
| -------- | --------------------------------------- | ----------------- | -------------- | --- | ------------------- | -------------------- | ------------------------------- | --------------------------- |
|          | Оуайн Лаугоч                            | 1330              | Томас ап Родри | Син на Томас ап Родри, чийто баща е брат на Лиуелин Последни и Дафид ап Грубид                                                                       | Гуинедска           | 1363                 | 1378                            | юли 1378                    |
|          | Оуайн Глиндур                           | 1359              | Оуайн Лаугоч   | Пряк потомък на принцовете на Поуис по линия на баща си Грифид Фичан II и на принцовете на Дехейбарт по линия на майка си Елен ферч Томас ап Лиуелин | клон на Гуинедската | 1404                 | 1415                            | 1416                        |
|          | Ричард Плантагенет, 3-ти херцог на Йорк | 21 септември 1411 | Хенри VI       | Правнук на Едуард III и втори братовчед на Хенри V от Уелс                                                                                           | Йорк                | 31 октомври 1460     | 30 декември 1460                | 30 декември 1460, Уейкфийлд |